# Зорино (Оленинский район)
Зорино — деревня в Оленинском районе Тверской области России. Входит в состав Мостовского сельского поселения.

## История
В 1966 г. указом президиума ВС РСФСР деревня Балды переименована в Зорино.

## Население
| 2010 |
| ---- |
| 6    |